# أرتور إريكسون
أرتور إريكسون (بالسويدية: Artur Erikson)‏ هو مغني سويدي، ولد في 5 مارس 1918 في Skutskär ‏ في السويد، وتوفي في 10 أغسطس 2000 في Gagnef ‏ في السويد.

## وصلات خارجية
- أرتور إريكسون على موقع ميوزك برينز (الإنجليزية)
- أرتور إريكسون على موقع ديسكوغز (الإنجليزية)